# Teleologia
La teleologia (dal greco τέλος télos, "fine", "scopo" e λόγος lógos, "discorso", "pensiero") è la dottrina filosofica del finalismo, che concepisce l'esistenza della finalità non solo nella comune attività volontaria dell'uomo razionale indirizzata alla realizzazione di uno scopo, ma anche in quelle sue azioni involontarie e inconsapevoli che tuttavia realizzano un fine.
Sul modello dell'azione intenzionale dell'uomo che subordina i mezzi al conseguimento di un fine, il finalismo ha esteso questo comportamento teorizzando che esso sia rintracciabile nell'intero universo. Mentre la scienza investiga leggi e fenomeni naturali secondo una visione meccanicistica di causa-effetto, la teleologia vede la possibile esistenza di un principio organizzativo trascendente o immanente nell'ordine naturale. Il che secondo la teologia dimostrerebbe l'esistenza di Dio, inteso come creatore, architetto dell'universo, garante ultimo dell'ordine causale dei fenomeni naturali.
Il termine finalismo sembra risalire a Christian Wolff che lo usò nella sua Philosophia rationalis sive logica (1728), in relazione a «quella parte della filosofia naturale che spiega i fini delle cose».
La filosofia ha distinto dal finalismo la finalità, intendendo quest'ultima come il conseguimento di un fine vicino e circoscritto mentre il primo riguarderebbe il risultato lontano e ultimo determinato da più cause concomitanti.
In biologia un concetto ispirato al finalismo è espresso dal termine "teleonomia" usato per la prima volta (1970) da Jacques Monod nella sua teoria che vedeva all'interno delle strutture degli esseri viventi un'azione finalistica, causata dalla selezione naturale, diretta a favorire le funzioni vitali eliminando quelle che le ostacolano.

## Storia del concetto

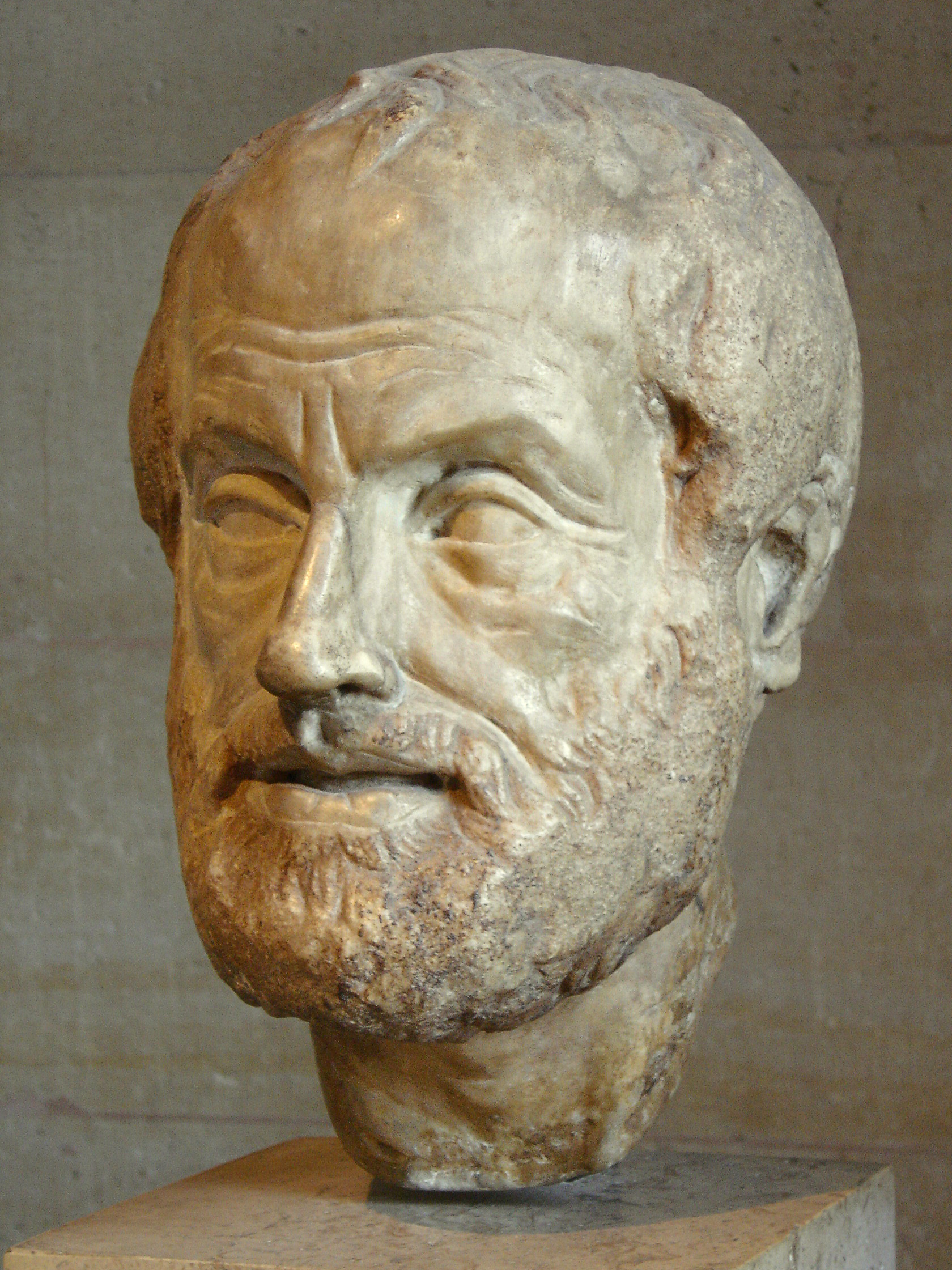
Aristotele

Anche in assenza del termine, tuttavia la concezione finalistica risale alla filosofia greca antica che la elaborò in opposizione ai filosofi della natura orientati al determinismo. Fra questi si distingue Anassagora (500 a.C. ca. - 428 a.C. ca.) che non escludeva, mescolando meccanicismo e finalismo, l'esistenza di un'entità ordinatrice: un Nous (Intelletto), inteso come «la più sottile e la più pura di tutte le cose che ha ragione intera su ogni cosa e ha la massima forza e quante cose hanno un'anima tutte domina l'Intelletto... e le cose commiste alle separate e distinte, tutte ha presenti in sé... e [mette] in ordine».
Per Platone (428 a.C./427 a.C. - 348 a.C./347 a.C.) esiste un'intelligenza ordinatrice che governa ogni singola cosa e tutta la realtà indirizzandola «nel modo migliore».
Nell'ambito di una visione naturalista Aristotele (384 a.C. - 322 a.C.), nella sua Fisica afferma il finalismo in opposizione alla dottrina di Empedocle (490 a.C. - 430 a.C.) dove il caso s'incaricava dell'evoluzione degli esseri per cui alcuni animali si organizzavano per sopravvivere in un nuovo ambiente mentre altri non ci riuscivano estinguendosi. Aristotele scopre che questa teoria non è sostenibile perché contraddetta dal fatto che le specie permangono così che da un animale si genera sempre un animale della stessa specie e quindi non sussiste l'azione del caso poiché la costanza degli eventi naturali lo esclude. Non è il caso, quindi, a spiegare la natura ma il finalismo che vale anche per il mondo inorganico dove ogni cosa si dirige spontaneamente, se non impedita, verso il suo "luogo naturale".
La concezione finalistica aristotelica si estende anche al cosmo dove gli astri si dirigono, attratti dall'amore, verso il primo motore immobile del quale vogliono conquistare la perfezione. Il finalismo agisce anche nel microcosmo all'interno delle cose che sono determinate nello scopo della loro esistenza dalla causa finale che dà senso e significato all'essere che è pienamente costituito soltanto assieme alle altre cause: efficiente, formale e materiale che da sole non basterebbero a realizzarlo. Un finalismo tutto naturale che esclude quindi l'intervento di un'intelligenza ordinatrice e provvidenziale.

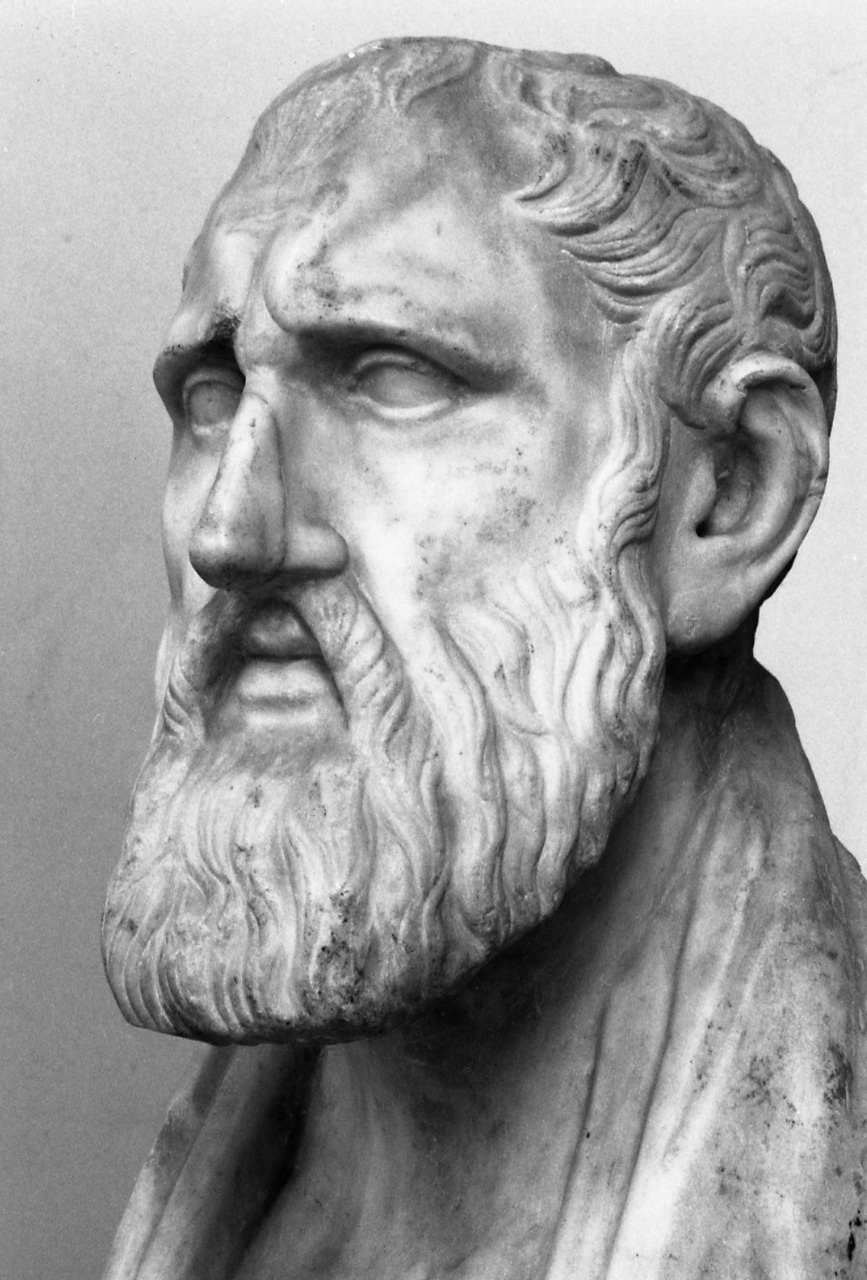
Zenone di Cizio

Lo stoicismo riprende la teleologia naturale di Aristotele che la concepiva secondo uno schema evolutivo diacronico. Per gli stoici invece tutto avviene sincronicamente nel senso che gli elementi costitutivi di un organismo funzionano complessivamente per mantenerlo in vita rispondendo all'azione finalistica di un «fuoco artefice» o «soffio vitale», uno pneuma che permea di sé tutto l'universo rendendolo armonico e connotato da necessità razionale. Lo pneuma, che nella biologia aristotelica era usato per spiegare i meccanismi della respirazione e del movimento, per gli stoici rende l'universo una specie di unico grande essere vivente armonicamente ordinato dove la legge morale corrisponde alla legge di natura che ispira il comportamento del saggio.
Per il Cristianesimo il concetto di finalismo si identifica con quello, già proprio dello stoicismo, di Provvidenza, intesa come intervento divino che indirizza al meglio le azioni umane. Tutta la natura, come nella concezione aristotelica, nei suoi componenti, inorganici e organici, è intrisa di finalismo nei suoi vari gradi ordinati gerarchicamente di modo che il mondo inorganico è strumento di crescita per quello vegetale, questo serve per realizzare i fini del mondo animale e infine tutti mirano al servizio dell'uomo che padroneggia la totalità della natura che Dio stesso ha disposto in modo che egli se ne serva per realizzare i suoi fini.
La scuola neoplatonica di Cambridge del XVII secolo in opposizione a Thomas Hobbes e al meccanicismo cartesiano e galileiano, interessata a una dimostrazione teleologica dell'esistenza di Dio, contro lo scientismo diffuso, sostenne, prendendo spunto da De veritate di Edward Herbert di Cherbury, la concezione di tipo rinascimentale di una natura vivente dove si manifestava l'immanenza di Dio, presente anche nelle nostre conoscenze assolute e nei valori morali immutabili.
Da Immanuel Kant in poi questo tipo di finalismo espresso nella Critica del Giudizio con il giudizio teleologico è stato definito come "esterno" perché ogni cosa spiegherebbe la sua stessa esistenza con la finalità che le è stata assegnata verso uno scopo a lei esterno; finalismo "interno" viene invece definito il finalismo biologico che si basa sul principio che le parti che compongono l'organismo hanno il fine, a loro interno, immanente, della propria unità e della loro conservazione.

## Teleologia moderna
La teleologia si è affermata nuovamente nell'Ottocento con il primo Hegel e sempre più verso la fine del XX secolo con la nascita di nuove teorie cosmologiche a carattere finalistico per spiegare l'evoluzione prevedendo, appunto, uno scopo finale che la diriga.
Esiste una variante di tali argomentazioni, nota come principio antropico forte. Secondo questa concezione, le probabilità che il mondo si rivelasse adatto alla sopravvivenza e allo sviluppo di forme di vita sono così scarse che si può concludere che il mondo sia il risultato di un progetto. Ovvero il fatto che forme di vita, addirittura intelligenti come gli esseri umani, si siano evolute e siano sopravvissute ci fornirebbe una prova dell'esistenza di un progetto iniziale.
Questo potrebbe essere spiegato dall'esistenza di una divinità che eserciti un controllo sulle condizioni fisiche del nostro universo in modo tale da permettere l'evoluzione della forma di vita intelligente. Ben si comprende che questo punto di vista non nega in alcun modo il concetto di evoluzione, semmai lo concilia con il punto di vista deista. In particolare tale modalità interpretativa può essere messa in relazione alle forme di religione non rivelate, quelle forme di religiosità di origini antichissime che non contemplano né il concetto di peccato né una soteriologia analoga a quella delle moderne religioni monoteistiche.

### Teleologia e destino ultimo dell'universo
A questo proposito non si può non menzionare la Teoria del punto Omega proposta dal fisico Frank Tipler, che mira a conciliare l'evoluzione, il progresso, il destino ultimo dell'universo, il principio antropico, la futura esistenza di un Dio.

## Critica del finalismo
(Principia philosophiae, Renato Cartesio)
La critica del finalismo si è espressa nella storia della filosofia nelle correnti del determinismo e del meccanicismo.

Anche il causalismo viene interpretato come una concezione opposta a quella finalistica poiché sin dai primi filosofi antichi il concetto di "causa", con quello connesso di "causalità" o relazione causale, indicava l'esistenza di una condizione necessaria tra i fatti dell'esperienza che venivano interpretati come tra loro collegati da un rapporto di causa-effetto. Il concetto venne elaborato per la prima volta dalla scuola atomistica con Leucippo (V secolo a.C.) dal quale si può far iniziare tutta la tradizione filosofica e scientifica occidentale mirante a un'interpretazione razionale dei fenomeni naturali che vede nei fatti empirici un'origine fisica, puramente materiale e meccanica. Ma lo stesso causalismo nella dottrina antica di Anassagora, Platone e degli stoici rientrava nella considerazione di una causalità dei fatti fisici immateriale, intelligente tale da operare finalisticamente nell'universo.
Con il determinismo, che pure si fonda sulla concezione causalistica, l'ambiguità con il finalismo viene del tutto esclusa, poiché si sostiene che in natura nulla avviene a caso ma tutto accade secondo ragione e necessità. Il determinismo infatti esclude qualsiasi forma di casualità nelle cose e individua una spiegazione di tipo fisico per tutti i fenomeni fisici e metafisici o morali, riconducendola alla catena delle relazioni causa-effetto secondo cui, data una causa o una legge deve necessariamente prodursi quell'effetto o quel preciso fenomeno. Altrettanto accade nell'Universo dove non è possibile alcuna variazione casuale o dovuta a una libera attività indirizzata finalisticamente.
Il determinismo può essere rintracciato anche nel fatalismo delle religioni e delle cosmologie antiche o nelle teologie che concepiscono il rapporto tra Dio e il mondo come fissato ab aeterno, o nelle morali in cui le volizioni del singolo non rispondono a una libera scelta, ma sono un prodotto necessitato dalle condizioni socioambientali.
Alcuni dei filosofi che hanno trattato il determinismo sono Democrito, Epicuro (341-270 a.C.), Lucrezio (97-55 a.C.), Omar Khayyam (1048-1131), Bernardino Telesio (1509–1588), Thomas Hobbes (1588-1679), Baruch Spinoza (1632-1677), David Hume (1711-1776), Denis Diderot (1713-1784), Paul Henri Thiry d'Holbach (1723-1789), Pierre-Simon Laplace (1749-1827), Charles Robert Darwin (1809–1882), Paul Vidal de la Blache (1845-1918) e, più di recente, John Searle (1932).
Il determinismo ha avuto un'importanza fondamentale anche nello sviluppo degli studi economici sul capitalismo di Karl Marx e nella nascita della psicoanalisi. Fu Sigmund Freud a coniare la definizione di determinismo psichico per indicare quell'insieme di processi inconsci che influiscono sulle azioni umane che prima di allora venivano considerate libere e pienamente coscienti.
Nell'ambito del rifiuto di ogni finalismo va inserito anche il meccanicismo che avanza una concezione del mondo fisico come il risultato del movimento di corpi considerati nella loro costituzione puramente quantitativa.
Le formulazioni più celebri del meccanicismo sono quelle di Cartesio, il vero padre di esso, in quanto la sua res extensa, distinta dalla spirituale res cogitans, è caratterizzata da un meccanicismo deterministico assoluto, che riguarda non solo la materia inanimata, ma anche gli animali diversi dall'uomo, visti da lui come pure macchine.